# Олоньи Горы
Олоньи Горы — деревня в Юхновском районе Калужской области России. Входит в состав сельского поселения «Деревня Колыхманово».

## География
Деревня расположена на правом берегу реки Угра. Территория деревни находится в границах национального парка «Угра».

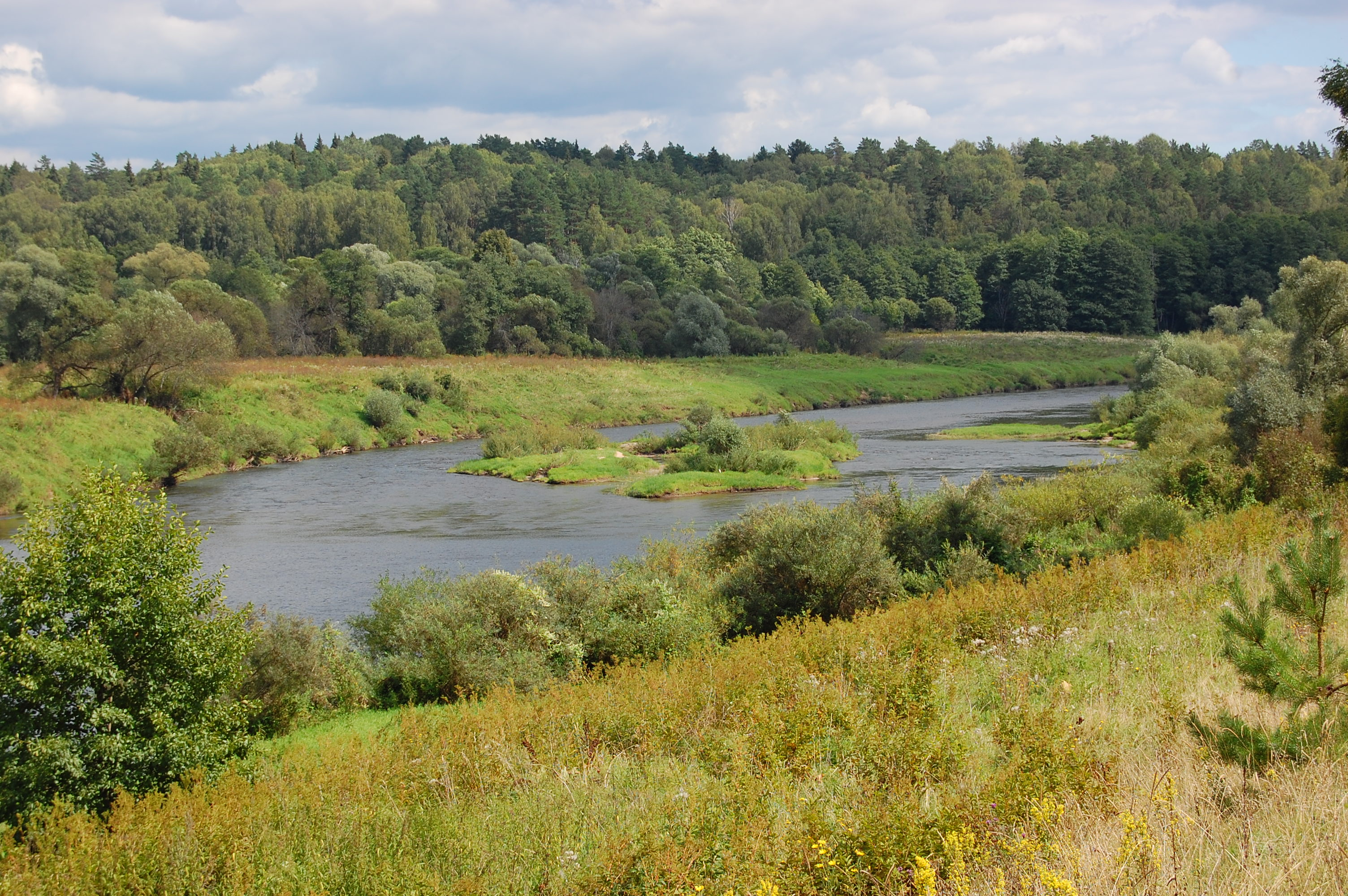
Островки на Угре в районе Олоньих Гор и Поповки

## Население
| 2002 | 2010 |
| ---- | ---- |
| 3    | ↗4   |